# Березово (Україна)
Бере́зово — село в Україні, у Закарпатській області, Хустському районі. Входить до складу Горінчівської сільської громади.

## Історія села

### Історія виникнення
Письмові згадки: 1415: Berezna (Mihályi 201), Bereznamezew (uo. 202), 1460: Berezna (Csánki 1: 446), 1483: Belezna (Bélay 127), Máramaros megye helységneveinek etimológiai szótára 26 1669: Beleznamező (uo.), 1725: Berezna (Revizki), 1773: Berezna, Brjaza, Berezova (LexLoc. 134), 1828: Berezna, Berezowa (Nagy 195), 1838: Berezna (Schem. 60), 1851: Berezna (Fényes 1: 122), 1877: Berezna, Berezova, Bereznik (Hnt.), 1913: Berezna (Hnt.), 1925: Berezovo (ComMarmUg. 21), 1944: Berezna, Березна (Hnt.), 1983: Березове, Березовое (ZO).

### XVIст.— 1867р., з XVII ст. по 1867р.
Це було невеличке заселення на території сучасного присілка Ряпідь. Чому село назвали Березово точних даних немає.
Існують дані, що першими поселенцями (Білкеї, Урмезеї, Липчеї, Горзо Білкеї) на території села були сербо-хорвати, половці та німці. Інші джерела свідчать, що село Березово було засновано близько 805 року на місці теперішнього присілку Ряпідь. Коли на село напали татари, всі люди втекли в ліси, а їх хати були спалені кочівниками. Після того, як кочівники залишили населений пункт, селяни повернувшись із лісу і побудували своє нове село на місці теперішнього присілка Кузій, і це село назвали по прізвищу свого найстарішого члена Березнай (на сьогоднішній день в селі не проживають жителі з прізвищем Березнай). Але це село було знесено льодяно-водяною стихією у XIV ст. Люди, яким вдалось спастись, побудували своє село на обох сторонах річки Ріка на горбках.
Основна частина жителів населеного пункту були вільними селянами. Більша частина мешканців займались землеробством, інша була зайнята лісними роботами та торгівлею.

### 1867—1918рр.
Тяжкий слід залишила Перша Світова війна. Чоловіків забрали в угорську армію. Сім'ї залишились без годувальників. Після війни залишилось понад 40 вдів і сиріт.

### 1939—1944рр.
.
Цікавим фактом є те що в 1936 році в сільській раді вже горіла електрика. Джерелом струму був генератор, який крутила вода у млині Тегзи.

### 1945—1991рр.
В роки нацистської окупації 4 жителі емігрували в СРСР.
Під час війни жителі підтримували партизанів загону ім. Ватутіна, що базувався на полонині Коритищах; Т. І. Біляк, М. С. Біляк, Ю. І. Вовчок, І. В. Росоха, М. І. Сідей, І. В. Тегза, В. І. Тегза, В. Ф. Фаринецьта ін. були бійцями цього загону. 28 серпня 1944 року поблизу села була висаджена група радянських розвідників: Т. Безсуднову та В. Романа фашистам вдалося схопити. Інших чотирьох врятували селяни.
(24 жовтня 1944 р.) 60 жителів добровільно вступили в ряди Червоної Армії, 6 — в склад 1-го Чехословацького армійського корпусу, 9 з них нагороджені орденами та медалями СРСР, 25 віддали життя в боях за свободу і незалежність Батьківщини.
В селі споруджений обеліск односельчанам, які загинули в боротьбі з нацистами.

## Присілки
Городи
Горонди - колишнє село в Україні, в Закарпатській області.
Обєднане з селом Березово рішенням облвиконкому Закарпатської області №155 від 15.04.1967
Перша згадка у другій половині ХІХ століття.
Ясеневе
Ясеневе - колишнє село в Україні, в Закарпатській області.
Обєднане з селом Березово рішенням облвиконкому Закарпатської області №155 від 15.04.1967
Перша згадка у другій половині ХІХ століття.

Кузій
Кузій - колишнє село в Україні, в Закарпатській області.
Обєднане з селом Березово рішенням облвиконкому Закарпатської області №155 від 15.04.1967
Згадки: ’ 1864: Kuzi, 1864-5: Kuzi, 1898: Kuzi, 1907: Kuzi, 1913: Kuzi, Kovácstanya , 1918: Kuzi, 1944: Kuzi, Кузій, 1967: Кузій
Мотиця
Мотиця - колишнє село в Україні, в Закарпатській області.
Обєднане з селом Березово
Згадки: 1898: Maticsa, 1900: Maticsa, 1902: Moticza.

Фортомани
Фортомани - присілок на початку с.Березово 
Обєднане з селом Березово
Походження присілка Фортомани невідомо

## Населення

### Мова
Розподіл населення за рідною мовою за даними перепису 2001 року:
| Мова       | Відсоток |
| ---------- | -------- |
| українська | 99,22%   |
| російська  | 0,73%    |

## Релігія. Релігійні споруди
Справжньою окрасою села є церква Святого Миколая та церква Святих Петра і Павла. Обидві вони розташовані так, що їх видно практично з усіх кінців Березова.
Тож виходячи вранці на свої обійстя, березівчани завжди згадують про Господа Бога. Служать у цих церквах вже довго і надійно 2 священнослужителі: отці Димитрій та Іоан. Обидва користуються надзвичайною довірою до людей.
В присілку Гонцош знаходиться невелика капличка, у якій раз на рік відбувається богослужіння.
Також, нещодавно, греко-католицькою громадою села було засновано церкву блаженного священномученика Теодора Ромжі.

### Церква Святого Миколая
Церква Святого Миколая є найбільшою гордістю села. Заснована вона у 1869 році греко-католицькою громадою Березова, однак, на сьогоднішній день відноситься до Української православної церкви московського патріархату. 
Парох Березова Віктор Іванчо зазнав репресій після ліквідації греко-католицької церкви.
Цінністю церкви є іконостас, 4 дзвони та кам'яний хрест зроблений із суцільної кам'яної плити 1910 року. Хрест зараз знищений під час реконструкції храму. Нині на його місці стоїть православний хрест, який облицьований плиткою. 
До церкви добудовано куполи, від чого постраждав зовнішній вигляд споруди.
```
Всередині храму знищено старі розписи, поверх яких були нанесені нові у стилі московського патріархату. Також храм десятиліттями прикрашали старовинні люстри, які замінено на сучасні. Автентика храму на сьогоднішній день знищена.
```

### Церква Святих Петра і Павла
За спогадами місцевого вчителя Михайла Степановича Росохи, ділянку під спорудження мурованої церкви дав житель села на прізвище Богоста, який поїхав до Франції на заробітки і там залишився, а коли забрав до себе жінку, то віддав священику свій будинок. Коли церкву вимурували, вежа розвалилася і її довелося зводити наново.
Можливо, до спорудження церкви мав причетність Василь Карпа, який був добрим майстром, а також ініціатором поширення православ'я в селі в 1920-х роках. Іконостас робили в 1940-х роках за куратора Боня.
З приходом радянської влади довелося вибирати, яку з двох церков зберегти. Вибрали стару велику колишню греко-католицьку церкву св. Миколи, а православну 5 вересня 1961 р. було знято з реєстрації діючих церков. Оскільки люди продовжували потай молитися у Петропавлівській церкві і чутки про це дійшли до районного керівництва в Хусті, у 1980 р. загони міліції з псами та військові оточили церкву, забрали ключі в людей і закрили церкву.
До 1981 р. в церкві мав бути організований музей атеїзму. У кінці 1980-х років церква відновила діяльність. Настінне малювання виконали художники Василь Кризина та Юрій Павлишин з помічником Василем Мучичкою. У 1995 р. зроблено зовнішній ремонт.
Церква Святих Петра і Павла заснована 1929 року православною громадою Березова, на сьогоднішній день відноситься до Української православної церкви Московського патріархату. Тривалий час церква не діяла, так як в радянський період в ній знаходився музей атеїзму. Хоча, й підпільно, у церкві здійснювалося богослужіння. Повноцінно богослужіння в церкві було відновлено тільки після розпалу СРСР та здобуття Україною незалежності.
2020 року, на запрошення громади, розпочалися роботи з розпису храму. Іконописець - Василь Романів (м. Хуст), проект та орнаментальне оздоблення - Цуп Андрій (м. Тернопіль). Завершився розпис 2022 року.

### Капличка блаженного священномученика Теодора Ромжі
Капличка блаженного священномученика Теодора Ромжі заснована греко-католицькою громадою Березова.

### Єврейська синагога
У довоєнний період значну частину мешканців Березова складали євреї. Вся центральна вулиця села була заселена в основному євреями. В селі діяла синагога, яку в радянський період було переоблаштовано в будинок культури. Також на території села знаходиться єврейський цвинтар (жидувськй тимиту).

## Архітектура та побут

### Будинок із пляшок

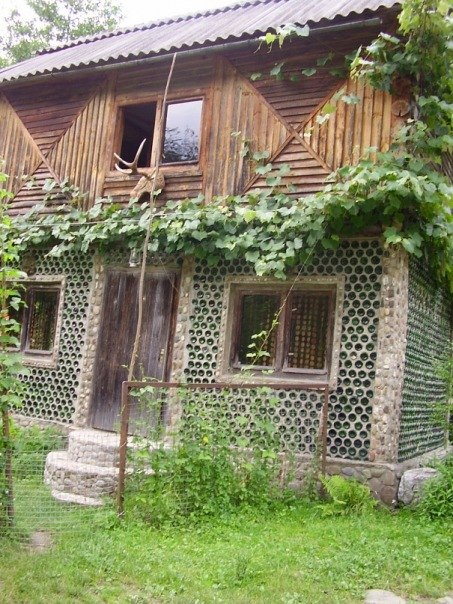
Будинок з пляшок — творіння рук Василя Івановича Вовчка. Знаходиться в урочищі Кузій села Борезово.

Будинок із пляшок, який приваблює око приїжджих, власноручно збудував один із мешканців села. Задум, на перший погляд, здається дивакуватим й не віриться що таке можливо. Проте, як виявилось, це цілком реально. Лише одна людина вірила та знала, що «пляшкову» будівлю в повсякденному житті змайструвати вдасться. Це сам господар, місцевий житель села Березова, талановита та неординарна людина — Василь Іванович Вовчок, 1937 року народження.
А все почалося так: якось вичитав Василь Іванович у журналі «Вокруг света», що в одному з міст Німеччини є ресторан, збудований з пляшок. «А чим ми гірші від німців», — подумав він і заходився і собі споруджувати будівлю з цього ж матеріалу. Нині пляшковий будинок пана Вовчка є унікальним, напевне, для всієї України.
Біля будинку є також фонтан у вигляді «Летючого птаха», зроблений також власноручно власником будинку, та камінь із сірого туфу, на якому встановлено Вознесіння Ісуса Христа.
Сам фундамент будинку викладений із річкового каменю. На перший поверх використано 5 тисяч пляшок із-під шампанського, які збирали всією сільською громадою, другий — побудовано з дерева. В середині будівлі є саморобний камін, різні старовинні, унікальні речі та виготовлені власними руками господаря. Крім того, тут можна побачити багато сімейних фото, портрети історичних постатей та живописні картини. На подвір'ї поблизу розташований фонтан у вигляді «Летючого птаха», зроблений також власноручно власником будинку, та камінь із сірого туфу, на якому встановлено статую Вознесіння Ісуса Христа.
Дана місцина унікальна і сюди все частіше приїздять туристи.

### Статуя вознесіння Ісуса Христа
Це другий задум Василя Івановича Вовчка. Він вирішив з відновленого дванадцятитонного каменю звести статую вознесіння Ісуса Христа, який став постаментом для статуї. Те, що саме йому довелося знайти незвичайний камінь сірого туфу, на якому самою природою був зображений великий хрест, Василь Іванович вважав Божою милістю і водночас дороговказом у своїх подальших діях. І, нарешті, цей задум вдалося втілити в життя 2006 року.

### Історико-краєзнавчий музей
Про побут та традиції села можна дізнатися відвідавши історико-краєзнавчий музей, який заснований у вересні 1964 року. Тут зібрані і представлені експонати систематизовані за розділами: старовинні речі, давні знаряддя праці і побуту, інтер'єр хати, ткацькі вироби, Німецько-радянська війна.

## Дендрарій
На території Березова 1970 року був створений дендрарій. Дендрарій, закладений в ознаменування 100-річчя з дня народження В. І. Леніна при активній участі комсомольців та юннатів школи, став гордістю села. Більше як на півторагектарній ділянці росте близько двох тисяч дерев і чагарників. На честь 30-річчя визволення села від нацистських загарбників посаджено Алею Героїв.

## Видатні жителі та уродженці

### Степан Пап-Пугач

Степан Пап-Пугач

Степан Пап (псевдо: «Пугач») (* 11 березня 1917, с. Березово, Хустський район, Закарпатська область — † 25 лютого 1990, Словаччина) — один із організаторів Пласту на Закарпатті, член крайової екзекутиви ОУН, вояк Карпатської Січі, історик та священик.
Праці:
- «Греко-католицькі духовні пісні» — збірник, що охоплює 178 пісень з нотами, з яких значна частина була опублікована вперше.
- перевидав «Ірмологіон греко-католицького співу Мукачівської єпархії» Йосипа Маланича та Івана Бокшая з 1906.
- «Велика боротьба» — про окремі сторінки історії Закарпаття XIX—XX століть.
- «Історія Закарпаття» — охоплює період від найдавніших часів до 1945 року.
- «Пластовий альманах» (Рим, 1976 р.).
- п'єса «Драма життя Олександра Духновича».
- драма «Князь Лаборець».
- підручники з історії релігії.

### Теодор Ромжа

Єпископ Теодор Ромжа

Тео́дор Ю́рій Ро́мжа (*, с. Великий Бичків Закарпатської області — † 1947, Мукачево) — єпископ Мукачівської греко-католицької єпархії, блаженний Католицької Церкви. Народився дев'ятою дитиною в багатодітній сім'ї залізничного службовця: батько — Пал (Павло) Ромжа, залізничний службовець; мати — Марія, до шлюбу Семак. Після чотирикласної народної школи в рідному селі продовжив навчання у Хустській державній реальній гімназії, яку закінчив 1930 з відмінним атестатом. Того ж року з благословення владики-ординарія Мукачівської єпархії ГКЦ Павла Гебея був скерований у Рим в Колегію Ґерманікум-Гунґарікум. Не закінчивши там курсу навчання, восени 1934 переводиться у Папську Руську Колегію (Русікум). Закінчив філософський і богословський факультети Папського Григоріанського університету в Римі (1937, з результатом magna cum laude).
Від березня до вересня 1938 — був призначений адміністратором гірських сіл Березово і Нижній Бистрий Хустського району.
8 вересня 1944 Папа Римський Пій XII призначив Теодора Ромжу титулярним єпископом Апійським і помічником єпископа Мукачівського. 24 вересня 1944 хіротонізований на владику-ординарія Мукачівської єпархії ГКЦ.
З лютого 1946 офіційно був керівником Мукачівської єпархії.
У червні 2001 Папа Римський Іван-Павло II під час свого візиту в Україну причислив Теодора Ромжу до лику блаженних. У Мукачівській греко-католицькій єпархії діє Ужгородська греко-католицька богословська академія імені Теодора Ромжі.

### Юрій Іванович Тегза-Парадюк
Юрій Іванович Тегза-Парадюк (29.04.1887 — 08.12.1975) — казкар, носій народної мудрості що проживав у селі Березові.
Мав трьох синів, які померли в розквіті сил.
Його здоров'я підірвала робота на лісорозробках у Польщі, Югославії та Румунії, у шахтах Франції. Під час другої світової війни він пройшов усі митарства нацистського концтабору.
Мандри Юрія Івановича по чужих краях збагатили його казковий репертуар. Першою цікавою людиною, з котрою він зустрівся за межами рідного села, був лісоруб Іван Білан із села Дубового Тячівського району на Закарпатті. Іван Білан побився об заклад з прикажчиком лісорозробок, що буде щовечора розповідати казки, доки не вирубають ліс на відведеній ділянці. Три місяці рубали ліс — три місяці він розповідав казки, жодного разу не повторившись. Він виграв заклад, і лісоруби дякували йому, що звеселяв їх довгі зимові вечори у задимленій колибі.
Під час роботи в Боснії Юрій Іванович почув від одного серба історії про героїчну боротьбу південних слов'ян з турецькими завойовниками. Він цю історію переповів по-своєму, зробивши головним героєм не Королевича Марка, а Рилью Назаровича, який переважав головного богатиря сербського епосу і фізичною силою, і розумом, і сміливістю.
Казки від Тегзи-Парадюка: «Про Ружанковича Івана», «Про Локтибороду», «Про зеленого царя», «Як шаркань украла царських дівок», «Про капітана корабля», «Потрясися, баранчику!», «Про царя Поганина, що хотів оженитися на власній дочці», «Дідо-всевідо», «Про Сейпентел Ілонку», «Про золотого птаха і золоті яйця», «Пшениця, що двічі на рік родила», «Про чарівного баранчика», «Як у графської доньки виросли роги», «Чорт-слуга», «Як хлопець узяв повітрулю за жону», «Про мельникову дівку»…
Він знав значно більше, і не тільки казок, а й багато пісень та легенд".

### Василь Іванович Вовчок
Василь Іванович Вовчок — це талановита й неординарна людина, яка проживала в селі Березові, творець будинку з пляшок, споруди вознесіння Ісуса Христа та фонтану у вигляді летючого птаха. Цей житель Березова, безперечно, підпадає під знаменитий афоризм Максима Горького: «Диваки прикрашають світ». Березово може з повним правом пишатись цією людиною.
Народився Василь Іванович у сім'ї незаможних селян. Цікаво, що його батько був першим головою колгоспу з досить дивною для наших часів і для тодішніх селян назвою «Сталінська конституція». Цілком природно, що, вихований у такій ідейній сім'ї, після закінчення школи просто не міг не поїхати за комсомольською путівкою на шахту в Донбас. Але «все повертається на круги своя», і, зрештою, Василь Вовчок знову приїхав у рідні пенати якраз тоді, коли в районі почали запалювати так звані «лампочки Ілліча». Не одна з них засвітилася з легкої руки Василя Івановича, який працював впродовж довгих років електромонтером. Саме з цієї «високої посади» він і вийшов на пенсію, яка дала йому і можливість віддатися давно задуманим мріям, котрі згодом стали змістом його життя.

### Марія Федорівна Галай
Марія Федорівна Галай (10.05.1951 р.н.) — директор школи. Вона, власне, не є уродженкою Березова, а сусіднього села Нижній Бистрий. Але вже багато років як прикипіла серцем до цього села, у котрому вона зараз керує школою. Директорці є чим пишатися: сотні випускників вона вже вивела в люди. В області всі знають, що вихованці пані Галай завжди, образно кажучи, позначені знаком якості. Це засвідчує той факт, що випускники березівської школи демонструють добротні знання з усіх предметів при вступі до вузів.

### Іван Васильович Тегза
Іван Васильович Тегза — художник-майстер з різьби по дереву та письменник. Народився 3 грудня 1940 року в с. Березово Хустського району в багатодітній селянській сім'ї.
Відомий митець краю, випускник Ужгородського училища прикладного мистецтва розкрив свій поетичний дар у 90-х роках, коли йому вже було за 60, що свідчить про безмежність таланту людини, її могутній творчий потенціал. Автор збірки «Пробудження».
Книжка «Пробудження» — це поетичний збірник, що складається з чотирьох розділів. Перший розділ «Рідний край. Україна. Мова» вміщує вірші, у яких автор описує історію нашого краю, минуле та сьогодення краян. Він чітко, сміливо й безкомпромісно висловлює свою громадянську позицію патріота й закликає нас до боротьби за нову демократичну Україну, де пануватиме справедливість, Божий закон.
У другому розділі "Передвиборні «Маски шоу» автор у сатиричній формі описує роботу Верховної Ради, висміює продажність депутатів, їхню злодійкуватість, антидержавницьку позицію.
Свої активні політичні переконання патріота України Іван Тегза розкриває у третьому розділі, що присвячений проблемі політичного русинства. Він розвінчує сепаратистську політику русинів, що керується принципом «розділяй і владарюй».
До поетичного збірника окремим розділом увійшли пісні на слова Івана Тегзи. Більшість із них патріотичного спрямування, сповнені любові до Батьківщини, народу. Автор постає перед читачем як Людина, громадянин і патріот України. Він свідомо бореться за щасливе майбутнє своїх дітей, онуків, хвилюється за долю країни.

### Василь Васильович Тегза
Василь Васильович Тегза — відомий художник-живописець, громадський, культурний діяч, полум'яний український патріот, організатор і директор історико-етнографічного (з 2000 року — народного) музею «Сріберна Земля», що знаходиться в с. Грушово Тячівського району. Народився 2 лютого 1951 року в с. Березово Хустського району в багатодітній селянській сім'ї.
- Тегза Анатолій Ярославович (1982—2024) — старший солдат Збройних сил України, учасник російсько-української війни.

## Туристичні місця
- обеліск односельчанам, які загинули в боротьбі з нацистами
- храм Святого Миколая є найбільшою гордістю села. Заснована вона у 1869 році 
- Капличка блаженного священномученика Теодора Ромжі 
- єврейський цвинтар
- синагога, яку в радянський період було переоблаштовано в будинок культури
- храм Святих Петра і Павла заснована 1929 року
- 1970 року був створений дендрарій.
- статуя вознесіння Ісуса Христа
- Будинок із пляшок 